# Гвюдрун Хафстейнсдоуттир
Гвюдрун Хафстейнсдоуттир (исл. Guðrún Hafsteinsdóttir; род. 9 февраля 1970, Сельфосс, Исландия) — исландский антрополог, политический и государственный деятель. Председатель Партии независимости со 2 марта 2025 года, первая женщина на этом посту. В прошлом — министр юстиции Исландии (2023—2024). Депутат альтинга с 25 сентября 2021 года.

## Биография
Родилась 9 февраля 1970 года в Сельфоссе. Отец — Хафстейдн Кристинссон (Hafsteinn Kristinsson; 1933–1993), генеральный директор и основатель компании Kjörís, производителя мороженого, мать — Лёйвей Валдимарсдоуттир (Laufey S. Valdimarsdóttir; род. 1940). Младшая из четырех братьев и сестёр. Её сестра Альдис (Aldís Hafsteinsdóttir; род. 1964) является мэром Хверагерди с 1996 года. Сестра Сигвюрбьёрг (Sigurbjörg) — учительница начальных классов в Хверагерди, брат Валдимар Хафстейднссон (Valdimar Hafsteinsson) — исполнительный директор Kjörís.
В 1991 году окончила гимназию в Сельфоссе. Получила степень бакалавра Исландского университета по антропологии в 2008 году. Затем получила диплом Исландского университета по прикладным гендерным исследованиям в 2011 году.
Работала на семейном предприятии Kjörís в Хверагерди, более 20 лет была в совете директоров, занимала различные руководящие должности. С 2008 по 2021 год — директор по маркетингу.
Весной 2011 года избрана в правление Конфедерации исландских промышленников (Samtök iđnađarins, SI). В марте 2014 года избрана председателем Конфедерации исландских промышленников. Переизбрана в 2015, 2016, 2017, 2018 и 2019 годах. В апреле 2020 года её сменил Ауни Сигюрьоунссон (Árni Sigurjónsson), главный юрист компании Marel.
По результатам парламентских выборов 2021 года избрана депутатом альтинга от Партии независимости в Южном избирательном округе. Являлась членом Комитета социального обеспечения и председателем Комитета по экономике и предпринимательству.
Назначена министром юстиции Исландии 19 июня 2023 года во втором кабинете под руководством премьер-министра Катрин Якобсдоуттир, сменила Йоуна Гюннарссона. Сохранила должность в следующем коалиционном правительстве под руководством премьер-министра Бьярни Бенедиктссона. Правительство ушло в отставку 21 декабря 2024 года.
2 марта 2025 года на съезде избрана председателем Партии независимости. Получила 50,1 % голосов делегатов. Её соперница Ауслёйг Адна Сигюрбьёднсдоуттир получила 49,1 % голосов делегатов. Разница — 19 голосов. Гвюдрун — первая женщина на этом посту.

## Личная жизнь
Первый супруг — бизнес-консультант Давид Йоханн Давидссон (Davíð Jóhann Davíðsson; род. 1968). Второй супруг — ювелир Ханс Кристьяун Эйнарссон Хагеруп (Hans Kristján Einarsson Hagerup; род. 1968). Дети Гвюдрун и Давида: Хафстейдн (род. 1994), Дагни Лиса (род. 1997), Хаукюр (род. 2004). Пасынки, сыновья Ханса Кристьяуна: Ханс Патрекюр (род. 1995), Элис Пер (род. 1998), Нёккви Мар (род. 1998).